# Biathlon-Weltcup 1987/88
In der Saison 1987/88 wurde der Biathlon-Weltcup zum 11. Mal ausgetragen. Die Wettkampfserie im Biathlon bestand aus jeweils fünf Einzel-, fünf Sprint und vier Staffelrennen für Männer und Frauen und wurde an fünf Veranstaltungsorten ausgetragen. Neben den fünf Weltcupveranstaltungen in Hochfilzen, Antholz, Ruhpolding, Oslo, Jyväskylä fanden für Männer die Olympischen Winterspiele 1988 im kanadischen Calgary und für die Frauen die Biathlon-Weltmeisterschaften 1988 im französischen Chamonix statt, die Ergebnisse gingen jedoch nicht in die Weltcup-Wertung ein. Dies war der erste offizielle Weltcup bei dem auch Frauen starteten.
Den Gesamtweltcup bei den Männern gewann Fritz Fischer vor Eirik Kvalfoss und Johann Passler bei den Frauen Anne Elvebakk vor Elin Kristiansen und Nadeschda Alexiewa. Sprint- und Staffelrennen konnten nicht in Hochfilzen ausgetragen werden, da Regen die Strecke zerstört hatte. Das Sprintrennen wurde vor den Rennen in Jyväskylä im finnischen Keuruu nachgeholt.

## Männer

### Resultate
| 1. Weltcup in Hochfilzen, 17. Dezember 1987 | 1. Weltcup in Hochfilzen, 17. Dezember 1987 | 1. Weltcup in Hochfilzen, 17. Dezember 1987   | 1. Weltcup in Hochfilzen, 17. Dezember 1987   | 1. Weltcup in Hochfilzen, 17. Dezember 1987   |
| ------------------------------------------- | ------------------------------------------- | --------------------------------------------- | --------------------------------------------- | --------------------------------------------- |
| Datum                                       | Disziplin                                   | Erster Platz                                  | Zweiter Platz                                 | Dritter Platz                                 |
| 17. Dezember 1987 (Do.)                     | Einzel (20 km)                              | Fritz Fischer                                 | Alexander Popow                               | Johann Passler                                |
| 19. Dezember 1987 (Sa.)?                    | Sprint (20 km)                              | Wegen Regen abgesagt und in Keuruu nachgeholt | Wegen Regen abgesagt und in Keuruu nachgeholt | Wegen Regen abgesagt und in Keuruu nachgeholt |
| 20. Dezember 1987 (So.)?                    | Staffel (4 × 7,5 km)                        | Wegen Regen abgesagt                          | Wegen Regen abgesagt                          | Wegen Regen abgesagt                          |

| 2. Weltcup in Antholz, 21. bis 24. Januar 1988 | 2. Weltcup in Antholz, 21. bis 24. Januar 1988 | 2. Weltcup in Antholz, 21. bis 24. Januar 1988                    | 2. Weltcup in Antholz, 21. bis 24. Januar 1988         | 2. Weltcup in Antholz, 21. bis 24. Januar 1988                   |
| ---------------------------------------------- | ---------------------------------------------- | ----------------------------------------------------------------- | ------------------------------------------------------ | ---------------------------------------------------------------- |
| Datum                                          | Disziplin                                      | Erster Platz                                                      | Zweiter Platz                                          | Dritter Platz                                                    |
| 21. Januar 1988 (Do.)                          | Sprint (10 km)                                 | Frank-Peter Roetsch                                               | Eirik Kvalfoss                                         | Andreas Zingerle                                                 |
| 23. Januar 1988 (Sa.)                          | Einzel (20 km)                                 | Johann Passler                                                    | Fritz Fischer                                          | Hervé Flandin                                                    |
| 24. Januar 1988 (So.)                          | Staffel (4 × 7,5 km)                           | DDR 1Frank Luck Frank-Peter Roetsch Matthias Jacob André Sehmisch | DDR 2Jürgen Wirth Raik Dittrich Birk Anders Maik Dietz | NorwegenGeir Einang Frode Løberg Sylfest Glimsdal Eirik Kvalfoss |

| 3. Weltcup in Ruhpolding, 28. bis 21. Januar 1988 | 3. Weltcup in Ruhpolding, 28. bis 21. Januar 1988 | 3. Weltcup in Ruhpolding, 28. bis 21. Januar 1988                  | 3. Weltcup in Ruhpolding, 28. bis 21. Januar 1988                         | 3. Weltcup in Ruhpolding, 28. bis 21. Januar 1988                        |
| ------------------------------------------------- | ------------------------------------------------- | ------------------------------------------------------------------ | ------------------------------------------------------------------------- | ------------------------------------------------------------------------ |
| Datum                                             | Disziplin                                         | Erster Platz                                                       | Zweiter Platz                                                             | Dritter Platz                                                            |
| 28. Januar 1988 (Do.)                             | Einzel (20 km)                                    | Ernst Reiter                                                       | Andreas Zingerle                                                          | Jan Matouš                                                               |
| 30. Januar 1988 (Sa.)                             | Sprint (10 km)                                    | Stefan Höck                                                        | Johann Passler                                                            | Peter Angerer                                                            |
| 31. Januar 1988 (So.)                             | Staffel (4 × 7,5 km)                              | BR DeutschlandErnst Reiter Stefan Höck Peter Angerer Fritz Fischer | TschechoslowakeiJaromír Šimůnek František Chládek Jiří Holubec Jan Matouš | Vereinigte StaatenJosh Thompson Curt Schreiner Darin Binning Lyle Nelson |

| 4. Weltcup in Oslo, 11. bis 14. März 1988 | 4. Weltcup in Oslo, 11. bis 14. März 1988 | 4. Weltcup in Oslo, 11. bis 14. März 1988                   | 4. Weltcup in Oslo, 11. bis 14. März 1988                                | 4. Weltcup in Oslo, 11. bis 14. März 1988                                                 |
| ----------------------------------------- | ----------------------------------------- | ----------------------------------------------------------- | ------------------------------------------------------------------------ | ----------------------------------------------------------------------------------------- |
| Datum                                     | Disziplin                                 | Erster Platz                                                | Zweiter Platz                                                            | Dritter Platz                                                                             |
| 11. März 1988 (Fr.)                       | Einzel (20 km)                            | Gisle Fenne                                                 | Sergei Antonow                                                           | Andreas Zingerle                                                                          |
| 12. März 1988 (Sa.)                       | Sprint (10 km)                            | Frank-Peter Roetsch                                         | Peter Angerer                                                            | Geir Einang                                                                               |
| 14. März 1988 (Mo.)                       | Staffel (4 × 7,5 km)                      | NorwegenGeir Einang Gisle Fenne Frode Løberg Eirik Kvalfoss | BR DeutschlandFranz Wudy Stefan Höck Peter Angerer Herbert Fritzenwenger | Deutsche Demokratische RepublikFrank Luck Frank-Peter Roetsch Jürgen Wirth André Sehmisch |

| 5. Weltcup in Keuruu und Jyväskylä, März 1988 | 5. Weltcup in Keuruu und Jyväskylä, März 1988 | 5. Weltcup in Keuruu und Jyväskylä, März 1988                            | 5. Weltcup in Keuruu und Jyväskylä, März 1988                    | 5. Weltcup in Keuruu und Jyväskylä, März 1988                            |
| --------------------------------------------- | --------------------------------------------- | ------------------------------------------------------------------------ | ---------------------------------------------------------------- | ------------------------------------------------------------------------ |
| Datum                                         | Disziplin                                     | Erster Platz                                                             | Zweiter Platz                                                    | Dritter Platz                                                            |
| ???                                           | Sprint (10 km)                                | Eirik Kvalfoss                                                           | Wladimir Dratschow                                               | Fritz Fischer                                                            |
| 18. März 1988 (Fr.)                           | Einzel (20 km)                                | Eirik Kvalfoss                                                           | Sergei Antonow                                                   | Alfred Eder                                                              |
| 19. März 1988 (Sa.)                           | Sprint (10 km)                                | Franz Schuler                                                            | Eirik Kvalfoss                                                   | Alfred Eder                                                              |
| ???                                           | Staffel (4 × 7,5 km)                          | BR DeutschlandFranz Wudy Stefan Höck Georg Fischer Herbert Fritzenwenger | NorwegenFrode Løberg Gisle Fenne Sylfest Glimsdal Eirik Kvalfoss | SowjetunionNikolai Charitonow Andrei Nepein Leonid Reszow Sergei Antonow |

### Weltcupstände
| Rang | Name                | Punkte | Siege |
| ---- | ------------------- | ------ | ----- |
| 01   | Fritz Fischer       | 171    | 1     |
| 02   | Eirik Kvalfoss      | 167    | 2     |
| 03   | Johann Passler      | 160    | 1     |
| 04   | Peter Angerer       | 151    | 0     |
| 05   | Andreas Zingerle    | 148    | 0     |
| 06   | Jan Matouš          | 147    | 0     |
| 07   | Tapio Piipponen     | 146    | 0     |
| 08   | Frank-Peter Roetsch | 142    | 2     |
| 09   | Gisle Fenne         | 125    | 1     |
| 10   | Sergei Antonow      | 121    | 0     |

| Rang | Land           | Punkte | Siege |
| ---- | -------------- | ------ | ----- |
| 01   | BR Deutschland |        | 5     |
| 02   | Sowjetunion    |        | 0     |
| 03   | Italien        |        | 1     |
| 04   |                |        |       |
| 05   |                |        |       |
| 06   |                |        |       |
| 07   |                |        |       |
| 08   |                |        |       |
| 09   |                |        |       |
| 10   |                |        |       |

### Tabelle
| Rang | Name                  | Punkte |
| ---- | --------------------- | ------ |
| 01   | Fritz Fischer         | 171    |
| 02   | Eirik Kvalfoss        | 167    |
| 03   | Johann Passler        | 160    |
| 04   | Peter Angerer         | 151    |
| 05   | Andreas Zingerle      | 148    |
| 06   | Jan Matouš            | 147    |
| 07   | Tapio Piipponen       | 146    |
| 08   | Frank-Peter Roetsch   | 142    |
| 09   | Gisle Fenne           | 125    |
| 10   | Sergei Antonow        | 121    |
| 11   | Alfred Eder           | 117    |
| 12   | Stefan Höck           | 110    |
| 13   | Herbert Fritzenwenger | 106    |
| 14   | Franz Wudy            | 99     |
| 15   | Ernst Reiter          | 96     |
| 16   | Josh Thompson         | 72     |
| 17   | Francis Mougel        | 66     |
| 18   | Leonid Reszow         | 64     |
| 19   | Wladimir Dratschow    | 60     |
| 20   | Frode Løberg          | 59     |
| 21   | Franz Schuler         | 58     |
| 22   | Jiří Holubec          | 58     |
| 23   | André Sehmisch        | 55     |
| 24   | Harri Eloranta        | 47     |
| 25   | Jürgen Wirth          | 41     |
| 26   | Roberto Marchesi      | 40     |
| 27   | Peter Sjödén          | 39     |
| 28   | Egon Leitner          | 36     |
| 29   | Wilfried Pallhuber    | 35     |
| 30   | Hervé Flandin         | 34     |

| Rang | Name                  | Punkte |
| ---- | --------------------- | ------ |
| 31   | Thierry Gerbier       | 34     |
| 32   | Bruno Hofstätter      | 32     |
| 33   | Wladimir Welitschkow  | 32     |
| 34   | Matthias Jacob        | 32     |
| 35   | Werner Kiem           | 30     |
| 36   | Georg Fischer         | 27     |
| 37   | Alexander Popow       | 26     |
| 38   | Maik Dietz            | 25     |
| 39   | Geir Einang           | 24     |
| 40   | Pieralberto Carrara   | 23     |
| 41   | Gottlieb Taschler     | 23     |
| 42   | Sylfest Glimsdal      | 23     |
| 43   | Curt Schreiner        | 23     |
| 44   | František Chládek     | 22     |
| 45   | Frank Luck            | 22     |
| 46   | Anatoli Schdanowitsch | 21     |
| 47   | Juri Kaschkarow       | 20     |
| 48   | Zdeněk Hák            | 20     |
| 49   | Andrei Nepein         | 20     |
| 50   | Nikolai Charitonow    | 18     |
| 51   | Tomáš Kos             | 17     |
| 52   | Arto Jääskeläinen     | 17     |
| 53   | Björn Tore Berntsen   | 16     |
| 54   | Birk Anders           | 16     |
| 55   | Jaromír Šimůnek       | 15     |
| 56   | Spas Slatew           | 14     |
| 57   | Sverre Istad          | 12     |
| 58   | Jean-Paul Giachino    | 10     |
| 59   | Sergei Tschepikow     | 8      |
| 60   | Kazimierz Urbaniak    | 6      |

| Rang | Name               | Punkte |
| ---- | ------------------ | ------ |
| 61   | Hervé Balland      | 6      |
| 62   | Eric Claudon       | 6      |
| 63   | Antero Lähde       | 5      |
| 64   | Walter Hörl        | 4      |
| 65   | Hans Jörgen Tveito | 4      |
| 66   | Roger Westling     | 4      |
| 67   | Juha Tella         | 3      |
| 68   | Ari Tella          | 2      |
| 69   | Xavier Blond       | 2      |
| 70   | Lyle Nelson        | 2      |

## Frauen

### Resultate
| 1. Weltcup in Hochfilzen, 17. Dezember 1987 | 1. Weltcup in Hochfilzen, 17. Dezember 1987 | 1. Weltcup in Hochfilzen, 17. Dezember 1987   | 1. Weltcup in Hochfilzen, 17. Dezember 1987   | 1. Weltcup in Hochfilzen, 17. Dezember 1987   |
| ------------------------------------------- | ------------------------------------------- | --------------------------------------------- | --------------------------------------------- | --------------------------------------------- |
| Datum                                       | Disziplin                                   | Erster Platz                                  | Zweiter Platz                                 | Dritter Platz                                 |
| 17. Dezember 1987 (Do.)                     | Einzel (10 km)                              | Anne Elvebakk                                 | Eva Korpela                                   | Siri Grundnes                                 |
| 19. Dezember 1987 (Sa.)?                    | Sprint (5 km)                               | Wegen Regen abgesagt und in Keuruu nachgeholt | Wegen Regen abgesagt und in Keuruu nachgeholt | Wegen Regen abgesagt und in Keuruu nachgeholt |
| 20. Dezember 1987 (So.)?                    | Staffel (3 × 5 km)                          | Wegen Regen abgesagt                          | Wegen Regen abgesagt                          | Wegen Regen abgesagt                          |

| 2. Weltcup in Antholz, 21. bis 24. Januar 1988 | 2. Weltcup in Antholz, 21. bis 24. Januar 1988 | 2. Weltcup in Antholz, 21. bis 24. Januar 1988                   | 2. Weltcup in Antholz, 21. bis 24. Januar 1988              | 2. Weltcup in Antholz, 21. bis 24. Januar 1988         |
| ---------------------------------------------- | ---------------------------------------------- | ---------------------------------------------------------------- | ----------------------------------------------------------- | ------------------------------------------------------ |
| Datum                                          | Disziplin                                      | Erster Platz                                                     | Zweiter Platz                                               | Dritter Platz                                          |
| 21. Januar 1988 (Do.)                          | Sprint (5 km)                                  | Elin Kristiansen                                                 | Nadeschda Alexiewa                                          | Marie-Pierre Baby                                      |
| 23. Januar 1988 (Sa.)                          | Einzel (10 km)                                 | Iwa Schkodrewa                                                   | Anne Elvebakk                                               | Martina Stede                                          |
| 24. Januar 1988 (So.)                          | Staffel (3 × 5 km)                             | Vereinigte StaatenNancy Johnstone Pam Nordheim Patrice Jankowski | BulgarienZwetana Krastewa Iwa Schkodrewa Nadeschda Alexiewa | BR DeutschlandMartina Stede Dorina Pieper Petra Schaaf |

| 3. Weltcup in Ruhpolding, 28. bis 21. Januar 1988 | 3. Weltcup in Ruhpolding, 28. bis 21. Januar 1988 | 3. Weltcup in Ruhpolding, 28. bis 21. Januar 1988            | 3. Weltcup in Ruhpolding, 28. bis 21. Januar 1988    | 3. Weltcup in Ruhpolding, 28. bis 21. Januar 1988               |
| ------------------------------------------------- | ------------------------------------------------- | ------------------------------------------------------------ | ---------------------------------------------------- | --------------------------------------------------------------- |
| Datum                                             | Disziplin                                         | Erster Platz                                                 | Zweiter Platz                                        | Dritter Platz                                                   |
| 28. Januar 1988 (Do.)                             | Einzel (10 km)                                    | Iwa Schkodrewa                                               | Petra Schaaf                                         | Inga Kesper                                                     |
| 30. Januar 1988 (Sa.)                             | Sprint (5 km)                                     | Zwetana Krastewa                                             | Petra Schaaf                                         | Marija Manolowa                                                 |
| 31. Januar 1988 (So.)                             | Staffel (3 × 5 km)                                | BulgarienZwetana Krastewa Marija Manolowa Nadeschda Alexiewa | BR DeutschlandMartina Stede Inga Kesper Petra Schaaf | Vereinigte StaatenMary Ostergren Joan Miller Smith Julie Newman |

| 4. Weltcup in Oslo, 11. bis 14. März 1988 | 4. Weltcup in Oslo, 11. bis 14. März 1988 | 4. Weltcup in Oslo, 11. bis 14. März 1988                   | 4. Weltcup in Oslo, 11. bis 14. März 1988            | 4. Weltcup in Oslo, 11. bis 14. März 1988               |
| ----------------------------------------- | ----------------------------------------- | ----------------------------------------------------------- | ---------------------------------------------------- | ------------------------------------------------------- |
| Datum                                     | Disziplin                                 | Erster Platz                                                | Zweiter Platz                                        | Dritter Platz                                           |
| 11. März 1988 (Fr.)                       | Einzel (10 km)                            | Elin Kristiansen                                            | Nadeschda Alexiewa                                   | Helga Øvsthus                                           |
| 13. März 1988 (So.)                       | Sprint (5 km)                             | Mona Bollerud                                               | Anne Elvebakk                                        | Elin Kristiansen                                        |
| 14. März 1988 (Mo.)                       | Staffel (3 × 5 km)                        | BulgarienZwetana Krastewa Iwa Schkodrewa Nadeschda Alexiewa | NorwegenElin Kristiansen Anne Elvebakk Mona Bollerud | FinnlandKatri Tuomaala Taina Murtomäki Seija Hyytiäinen |

| 5. Weltcup in Keuruu und Jyväskylä, März 1988 | 5. Weltcup in Keuruu und Jyväskylä, März 1988 | 5. Weltcup in Keuruu und Jyväskylä, März 1988           | 5. Weltcup in Keuruu und Jyväskylä, März 1988               | 5. Weltcup in Keuruu und Jyväskylä, März 1988          |
| --------------------------------------------- | --------------------------------------------- | ------------------------------------------------------- | ----------------------------------------------------------- | ------------------------------------------------------ |
| Datum                                         | Disziplin                                     | Erster Platz                                            | Zweiter Platz                                               | Dritter Platz                                          |
| ???                                           | Sprint (5 km)                                 | Synnøve Thoresen                                        | Nadeschda Alexiewa                                          | Tuija Vuoksiala                                        |
| ???                                           | Einzel (10 km)                                | Marija Manolowa                                         | Anne Elvebakk                                               | Elin Kristiansen                                       |
| ???                                           | Sprint (5 km)                                 | Helga Øvsthus                                           | Zwetana Krastewa                                            | Marija Manolowa                                        |
| 25. März 1988 (Fr.)                           | Staffel (3 × 5 km)                            | NorwegenSynnøve Thoresen Elin Kristiansen Helga Øvsthus | BulgarienZwetana Krastewa Iwa Schkodrewa Nadeschda Alexiewa | BR DeutschlandMartina Stede Dorina Pieper Petra Schaaf |

### Weltcupstände
| Endstand nach 10 Rennen (Top 10) |                    |        |       |
| \| Rang \| Name \| Punkte \| Siege \| \| ---- \| ------------------ \| ------ \| ----- \| \| 01 \| Anne Elvebakk \| 202 \| 1 \| \| 02 \| Elin Kristiansen \| 188 \| 2 \| \| 03 \| Nadeschda Alexiewa \| 178 \| 0 \| \| 04 \| Petra Schaaf \| 174 \| 0 \| \| 05 \| Iwa Schkodrewa \| 170 \| 2 \| \| 06 \| Marija Manolowa \| 156 \| 1 \| \| 07 \| Zwetana Krastewa \| 144 \| 1 \| \| 08 \| Helga Øvsthus \| 130 \| 1 \| \| 09 \| Martina Stede \| 122 \| 0 \| \| 10 \| Véronique Claudel \| 118 \| 0 \| |                    |        |       |
| Rang | Name               | Punkte | Siege |
| 01 | Anne Elvebakk      | 202    | 1     |
| 02 | Elin Kristiansen   | 188    | 2     |
| 03 | Nadeschda Alexiewa | 178    | 0     |
| 04 | Petra Schaaf       | 174    | 0     |
| 05 | Iwa Schkodrewa     | 170    | 2     |
| 06 | Marija Manolowa    | 156    | 1     |
| 07 | Zwetana Krastewa   | 144    | 1     |
| 08 | Helga Øvsthus      | 130    | 1     |
| 09 | Martina Stede      | 122    | 0     |
| 10 | Véronique Claudel  | 118    | 0     |

### Tabelle
| Rang | Name               | Punkte |
| ---- | ------------------ | ------ |
| 01   | Anne Elvebakk      | 202    |
| 02   | Elin Kristiansen   | 188    |
| 03   | Nadeschda Alexiewa | 178    |
| 04   | Petra Schaaf       | 174    |
| 05   | Iwa Schkodrewa     | 170    |
| 06   | Marija Manolowa    | 156    |
| 07   | Zwetana Krastewa   | 144    |
| 08   | Helga Øvsthus      | 130    |
| 09   | Martina Stede      | 122    |
| 10   | Véronique Claudel  | 118    |
| 11   | Dorina Pieper      | 117    |
| 12   | Synnøve Thoresen   | 105    |
| 13   | Marie-Pierre Baby  | 95     |
| 14   | Inga Kesper        | 94     |
| 15   | Mona Bollerud      | 86     |
| 16   | Patrice Jankowski  | 86     |
| 17   | Tuija Vuoksiala    | 83     |
| 18   | Seija Hyytiäinen   | 79     |
| 19   | Sabiene Karlsson   | 68     |
| 20   | Siri Grundnes      | 64     |

| Rang | Name                 | Punkte |
| ---- | -------------------- | ------ |
| 21   | Pam Nordheim         | 61     |
| 22   | Nancy Bell-Johnstone | 59     |
| 23   | Katri Tuomala        | 57     |
| 24   | Eva Korpela          | 56     |
| 25   | Joan Miller Smith    | 48     |
| 26   | Michaela Hille       | 44     |
| 27   | Muriel Marion        | 41     |
| 28   | Mary Ostergren       | 33     |
| 29   | Julie Newman         | 28     |
| 30   | Sari Kokko           | 27     |
| 31   | Nathalie Beausire    | 27     |
| 32   | Christine Poirot     | 26     |
| 33   | Pirjo Mattila        | 24     |
| 34   | Anu Harjuntausta     | 23     |
| 35   | Henne Kroeske        | 17     |
| 36   | Manuela Gstatter     | 14     |
| 37   | Sabine Schubert      | 14     |
| 38   | Taina Murtomäki      | 13     |
| 39   | Aino Kallunki        | 13     |
| 40   | Pat Konantz          | 5      |

| Rang | Name               | Punkte |
| ---- | ------------------ | ------ |
| 41   | Kerryn Pethybridge | 4      |